# Възгледи за изследването на космоса
Възгледи за изследването на космоса (на английски: Vision for Space Exploration) на САЩ се нарича програмата, обявена от американския президент Джордж Буш на 14 януари 2004 г.
На нея се гледа като на отговор на злополуката с космическата совалка „Колумбия“ от февруари 2003 г., оценка на състоянието на пилотираните полети според НАСА и опит за връщане на обществения интерес към космическите изследвания.
Възгледите обхващат следните точки:
- доизграждане на Международната космическа станция до 2010 г.;
- оттегляне на совалките от експлоатация най-късно до 2010 г.;
- разработване на космически кораб „Орион“ до 2008 г. с негов първи пилотиран полет до 2014 г.;
- разработване на новите ракети-носители Арес I и Арес V;
- изследване на Луната с космически сонди и пилотиран полет до 2020 г.;
- изследване на Марс и други дестинации със сонди.